# Diana Show Quartett
Das Diana Show Quartett wurde 1963 von Achim Mentzel (Melodiegitarre, Gesang) und Dieter Hesse (Schlagzeug) in Ost-Berlin gegründet und gehörte zur frühen Beatgeneration in der Deutschen Demokratischen Republik.

## Bandgeschichte
In der Urband, die sich anfangs noch Dieter Hesse Quartett nannte, spielten außerdem Jörg Schenkel (Rhythmusgitarre) und Dieter Schwarz (Bassgitarre, Klavier, Gesang). Beide befanden sich in der Ausbildung zu Rundfunk- und Fernsehmechaniker und waren für die junge Band unentbehrlich. Mit Improvisationstalent und handwerklichem Geschick musste das Equipment meist selbst gebaut werden. Die DDR-Technik genügte den Anforderungen nicht und „Westtechnik“ wurde nach dem Bau der Berliner Mauer zu unerschwinglichen Preisen gehandelt. Nach dem Ausscheiden Hesses aus der Band saß Wolfgang Ruhl am Schlagzeug. 1964 musste der Gitarrist Jörg Schenkel zur Armee. Er wurde von Alfred Ansin ersetzt. Als Anfang 1965 der Bassist Jörg Speiche Schütze in die Band kam, der wenig später, während eines Auftrittes, wegen einer geplanten Flucht aus der DDR verhaftet worden war, hieß die Band für kurze Zeit Diana Show Quintett.
Das Diana Show Quartett gehörte neben den Butlers aus Leipzig sowie den Sputniks und dem Franke Echo Quintett aus Ost-Berlin zu den Spitzenbands der DDR-Beatszene. Die Auftritte dieser Bands, deren Repertoire vorwiegend aus nachgespielten Titeln internationaler Stars bestand, bewirkte eine kulturelle Revolution im Alltag der Jugendlichen. Im Verlauf der Zeit spezialisierten sich die jungen Bands beim Kopieren ihrer westlichen Idole. Das Diana Show Quartett bevorzugte die härtere Gangart der Rolling Stones. Die anfänglich eher biedere Bühnenshow wich recht bald einer explosiven Show mit fast akrobatischen Einlagen. Dem Diana Show Quartett eilte der Ruf voraus, die verrückteste Band zu sein. Der Name der Band war Programm. Die Göttin der Jagd sollte Verwegenheit und Wildheit zum Ausdruck bringen. Das Domizil der Band befand sich im Jugendclub „Freundschaft“ in Berlin-Friedrichshain. Der harte Kern der Fangemeinde traf sich regelmäßig auf dem Bahnhof Berlin-Lichtenberg. Von dort aus zogen sie gemeinsam in den Klub in der Fredersdorfer Straße und sorgten regelmäßig für öffentliches Aufsehen. Nicht selten kam es zu Schlägereien unter dem Publikum, was der Band angelastet wurde und ihr den Unmut der DDR-Behörden einbrachte.
Nach den Ereignissen in der Berliner Waldbühne und auf dem Leipziger Leuschner-Platz im Herbst 1965 verstärkten sich die Restriktionen gegen die Band, die in den Augen von Partei- und Kulturfunktionären ein besonders negatives Image besaß. Als im Verlauf des Jahres 1966 einige der Musiker gezielt zum Wehrdienst in der NVA eingezogen wurden, bedeutete dies das Ende der Band. Einige Bandmitglieder setzten ihre Karriere als Rockmusiker später erfolgreich fort, etwa Mentzel bei Fritzens Dampferband. Jörg Schenkel gründete 1965/66 das Joco Dev Quartett, erweitert 1967 zum Joco Dev Sextett. 
Schütze wanderte zum Blues ab und gehörte bis in die 1990er Jahre zu Monokel, dann zu seiner eigenen Monokel-Band, zuletzt u. a. Monokel 40/70 und Speiche`s M. Alfred Ansin war der Gründer der bis heute aktiven Band Sinti-Swing-Berlin, die in der DDR auch eine LP ("Bei mir bist Du scheen") veröffentlichte. Alfred ("Zigeuner-Maxe") Ansin starb 2004.